# Landing Gear
Albums de Devin the Dude
Waitin' to Inhale
(2007) Suite 420
(2010)
Landing Gear est le cinquième album studio de Devin the Dude, sorti le 7 octobre 2008.
L'album s'est classé 9e au Top R&B/Hip-Hop Albums et 47e au Billboard 200.

## Liste des titres
| No  | Titre                                       | Auteur                           | Contient un (des) sample(s) de           | Durée |
| --- | ------------------------------------------- | -------------------------------- | ---------------------------------------- | ----- |
| 1.  | In My Draws                                 | Copeland, Sponnich               |                                          | 4:24  |
| 2.  | I Can't Make It Home (featuring L.C.)       | Copeland, Hickox                 |                                          | 3:37  |
| 3.  | Thinkin' Boutchu                            | Bacharach, Copeland, David, Poye | I Took My Strength From You de Sylvester | 3:33  |
| 4.  | Let Me Know It's Real                       | Copeland                         |                                          | 4:20  |
| 5.  | El Grande Nalgas                            | Copeland, Sullivan               |                                          | 3:14  |
| 6.  | Me, You                                     | Copeland, Towns                  |                                          | 3:57  |
| 7.  | Highway (featuring Dee-Rail)                | Copeland                         |                                          | 3:16  |
| 8.  | I Don't Chase 'Em (featuring Snoop Dogg)    | Bell, Broadus, Copeland, James   | Don't Stop Loving Me Now de L.T.D.       | 4:38  |
| 9.  | Yo Mind (featuring G Monee et Young Malice) | Copeland, Sutton, Tally          |                                          | 3:10  |
| 10. | Your Kinda Love                             | Copeland, Edwards, Henderson     |                                          | 4:20  |
| 11. | I Need a Song (featuring 14K)               | Copeland, Harris, White          |                                          | 4:01  |
| 12. | Stray                                       | Copeland, McQueen                |                                          | 4:34  |